# Wikipédia en chleuh
Wikipédia en chleuh (alphabet berbère latin : Wikipidya taclḥiyt ; tifinagh : ⵡⵉⴽⵉⵒⵉⴷⵢⴰ ⵜⴰⵛⵍⵃⵉⵜ) est l'édition de Wikipédia en chleuh (ou tachelhit), langue  berbère du Nord parlée au Maroc. L'édition est lancée le 30 juin 2021,,,,. Son code est : shi.
Au 23 avril 2025, l'édition en chleuh contient 10 856 articles et compte 6 252 contributeurs, dont 20 contributeurs actifs et 2 administrateurs.
Les autres éditions de Wikipédia en langue berbère sont : kabyle lancée en 2007 (6 909 articles) et amazighe standard marocain lancée en 2023 (11 698 articles). Par ailleurs, les autres éditions de Wikipédia en langue du Maroc sont : arabe marocain lancée en 2020 (10 567 articles) et amazighe standard marocain.

## Présentation

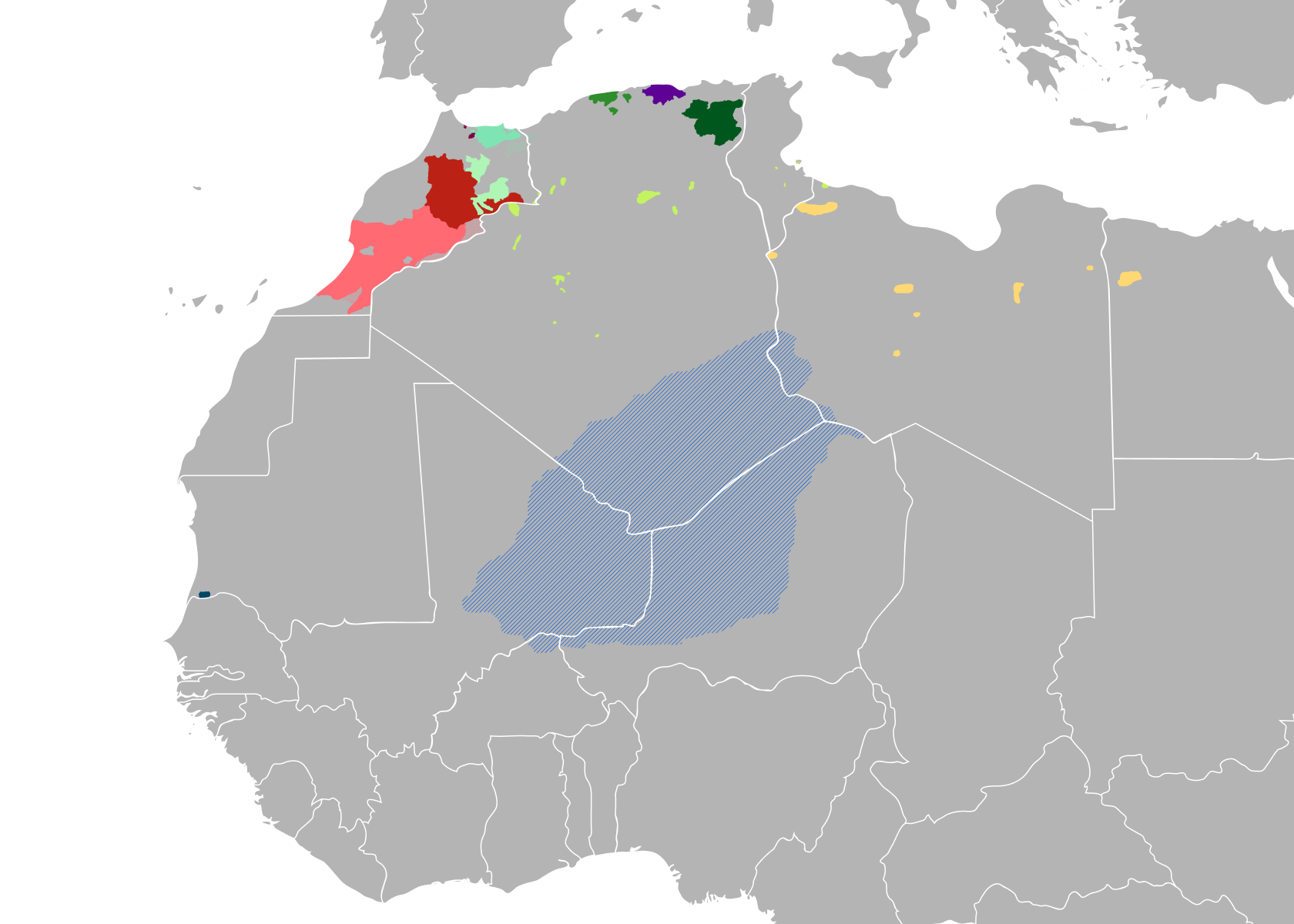
Aire de diffusion des langues berbères (le chleuh est en rose).

## Statistiques
- Le 14 juillet 2021, l'édition en chleuh compte 3294 pages, dont 938 articles, et 287 utilisateurs enregistrés[6]. Le 31 juillet 2021, elle compte 3381 pages, dont 1001 articles, et 401 utilisateurs enregistrés[6].
- Le 26 septembre 2022, elle contient 1 154 articles et compte 1 548 contributeurs, dont 11 contributeurs actifs et 2 administrateurs.
- Le 7 octobre 2024, elle contient 1 900 articles et compte 5 058 contributeurs, dont 17 contributeurs actifs et 3 administrateurs.
- Le 23 mars 2025, elle contient 7 539 articles et compte 6 082 contributeurs, dont 28 contributeurs actifs et 1 administrateur.